# Giorgio Gandini (politico)
Giorgio Gandini (Alessandria, 19 dicembre 1952) è un politico italiano.